# Davalliales
Davalliales es un orden de plantas en la clase Pteridopsida bajo la división Pteridophyta que incluye los helechos modernos. Dentro de este orden se agrupan las siguientes familias:

## Familias
- Davalliaceae - Oleandraceae